# Преминаване на Западния отряд на Гурко през Стара планина
Преминаването на Западния отряд на Гурко през Стара планина е част от заключителните действия на Действуващата Руска армия в Руско-турската война (1877 – 1878).

## План
Изхожда от основните идеи на руския план за действие през заключителния етап на войната. Предвижда отхвърляне на Орханийската османска армия от проходите в Западна Стара планина, чрез нанасяне на главен удар по левият и фланг. Задържане на главните ѝ сили на Арабаконашката позиция и създаване на условия за нейния разгром в Софийското поле. Преминаването се осъществява независимо от тежките зимни условия.
Османските сили са оценени на 3 непълни дивизии от 13 000 офицери и войници с командир Шакир паша. Заели са изгодни укрепени позиции на подстъпите и билото на проходите.

## Разположение на силите
Силите на Западния отряд с командир генерал-лейтенант Йосиф Гурко са разделени на 3 колони и 4 отряда:
- Главна колона с командир генерал-лейтенант Василий Каталей от 31 батальона, 16 ескадрона и 44 оръдия. Нанася главният удар по направлението село Врачеш – село Чурек.

- Дясна колона с командир генерал-лейтенант Николай Веляминов от 6 батальона, 16 ескадрона и 16 оръдия. Настъпва по направлението село Врачеш – връх Мургаш – село Желява.

- Лява колона с командир генерал-майор Виктор Дандевил от 9 батальона, 6 ескадрона и 14 оръдия. Настъпва по направлението Етрополе – връх Баба – село Буново.

- Отряди под общото командване на генерал-лейтенант Николай Криденер от 34,5 батальона, 15 ескадрона и 86 оръдия с командири генерал-лейтенант Павел Шувалов, Олденбургския принц, генерал-лейтенант Юрий Шилдер-Шулднер и генерал-майор Николай Брок. Задържат главните противникови сили на Арабаконашката позиция, село Литаково и Златишкия проход.

Започва със събиране на сведения от българското население за проходимостта на проходите на Западна Стара планина. Разкрити са възможностите за използване на пътеките по направлението на селата Врачеш – Чурек, Врачеш – Желява. Българското население участва и в приспособяването на пътищата за движение на войскови части. На войниците са раздадени по един фунт сухари за 6 дни и тридневна дажба месо. Налице е недостиг на окопни инструменти и зимно облекло. Оръдията са разпределени по едно на рота, за да има възможност пренасянето им да става на ръце.

## Преминаване през Стара планина

### Главна колона
Преминаването на главната колона започва на 13 декември. Среща големи трудности на местността Драгунски бивак, където наклонът на стръмнината достига до 45°. За изкачването на първото оръдие са необходими 15 часа. Нощува се на открито.
На 14 декември частите са затрупани от снежна буря. На 15 декември лейбгвардейски Преображенски полк води бой при село Негушево и отхвърля противника към село Ташкесен. Сто двадесег и трети Козловския пехотен полк овладява село Потоп и село Елешница. Първа Кавказка казашка бригада с командир полковник Иван Тутолмин излиза на шосето за София. На 18 декември колоната се съсредоточава при село Яна.

### Лява колона
С помощта на българското население лявата колона на 13 декември достига превала на планината. Оръдията са пренесени в демонтирано състояние. След разчистване пътя в снега с дебелина 1,2 м се води бой на 14 декември при селата Буново и Мирково. Нощува се на открито.
Около 18:00 ч. на 17 декември след силна снежна буря на връх Баба, движението е преустановено и частите се връщат в Етрополе. От строя поради измръзване излизат 879 офицери и войници, които са 15 % от състава. Приютени са от българското население. На следващия ден, настъплението е подновено изненадващо за противника през Златишкия проход, който е преминат без усложнения.

### Дясна колона
Частите на дясната колона тръгват на 13 декември при проливен дъжд, преминал в снежна виелица. Нощува се на открито при −15 градуса. На 15 декември е изкачен наклон от 35°, като разглобените оръдия са пренасяни със скорост 160 м/ч. Седемнадесети Арахангелогородски пехотен полк е настигнат от снежна буря и губи от измръзване 200 войници.
Главните сили достигат връх Мургаш на 16 декември. След шеметно спускане към село Чурек, колоната достига сборния пункт при село Яна.

## Резултати
Въпреки изключително трудните зимни условия, Западния отряд (Гурко) успешно преминава проходите в Западна Стара планина. Застрашава тилът на главните сили на Орханийската армия. Тя е принудена да се оттегли от Арабаконашкия проход без предварително подготвени позиции. Води битката при Ташкесен за прикриване на отстъплението на 19 декември. Създадени са условия за разгрома на Орханийската армия и на 23 декември е освободена София.
Преминаването има широк международен отзвук. Великите сили незабавно започват консултации за условията на мира с Османската империя.